# Trumbull County
Trumbull County er et county i den amerikanske delstat Ohio. Det ligger mod nordøst i delstaten, og det grænser op til Ashtabula County i nord, Mahoning County i syd, Portage County i sydvest og mod Geauga County i nordvest. Amtet grænser også op til delstaten Pennsylvania i øst.
Trumbull Countys totale areal er 1.644 km², hvoraf 47 km² er vand. I 2000 havde amtet 225.116 indbyggere. 
Amtets administration ligger i byen Warren.
Amtet blev grundlagt i 1818 og har fået sit navn efter guvernør Jonathan Trumbull. 

## Demografi
Gennemsnitsindkomsten for en husstand var $38.298 årligt, mens gennemsnitsindkomsten for en familie var på $46.203 årligt.